# Alfred Ryder
Pour les articles homonymes, voir Ryder.
Alfred Ryder — né le 5 janvier 1916 à New York (État de New York), mort le 16 avril 1995 à Englewood (New Jersey) — est un acteur et metteur en scène américain.

## Biographie
Né Alfred Jacob Corn il est le frère de l'actrice Olive Deering (née Olive Corn, 1918-1986), il entame sa carrière d'acteur au théâtre et joue notamment dans sa ville natale à Broadway, où il débute en 1938 dans Our Town de Thornton Wilder (avec Frank Craven et Martha Scott). Suivent entre autres Winged Victory de Moss Hart (1943-1944, aux côtés de sa sœur) et Jules César de William Shakespeare (1950, avec Berry Kroeger et Basil Rathbone).
Toujours à Broadway, il met en scène trois pièces, la dernière en 1971 étant La Danse de mort d'August Strindberg (avec Viveca Lindfors et Rip Torn).
Au cinéma, le premier film d'Alfred Ryder est Winged Victory de George Cukor (adaptation de la pièce éponyme précitée, 1944, avec Lon McCallister et Jeanne Crain, lui-même reprenant le rôle qu'il venait de créer à Broadway). Ultérieurement, il contribue à seulement treize autres films américains, le dernier sorti en 1977.
Citons également La Brigade du suicide d'Anthony Mann (1947, avec Dennis O'Keefe et June Lockhart), Du sang en première page de Clifford Odets (1959, avec Rita Hayworth et Anthony Franciosa), Cent Dollars pour un shérif d'Henry Hathaway (1969, avec John Wayne et Kim Darby), ou encore La Montagne ensorcelée de John Hough (son avant-dernier film, 1975, avec Eddie Albert et Ray Milland).
À la télévision, il apparaît entre 1950 et 1979 dans quatre-vingt-six séries, dont Les Mystères de l'Ouest (deux épisodes, 1965-1967), Les Envahisseurs (trois épisodes, 1967-1968), Mission impossible (quatre épisodes, 1968-1971) et Drôles de dames (un épisode, 1977).
S'y ajoutent huit téléfilms à partir de 1967, le dernier — son ultime rôle à l'écran — étant Bogie de Vincent Sherman, diffusé en 1980 (avec Kevin O'Connor (en) dans le rôle-titre et Kathryn Harrold).

## Théâtre à Broadway (intégrale)
(comme acteur, sauf mention contraire)
- 1938 : Our Town de Thornton Wilder : un joueur de baseball
- 1938 : All the Living d'Hardie Albright, mise en scène de Lee Strasberg : Alec Jenkins
- 1939 : Jérémie (en) (Jeremiah) de Stefan Zweig, adaptation de Cedar et Eden Paul : Baruch
- 1939 : Awake and Sing! de Clifford Odets : Ralph Berger
- 1940 : Medicine Show d'Oscar Paul et H. R. Hays, musique de scène d'Hanns Eisler, mise en scène de Jules Dassin : Dr Young
- 1941 : The Man with Blond Hair de (et mise en scène par) Norman Krasna : John
- 1942 : Nathan le Sage (Nathan the Wise) de Gotthold Ephraim Lessing, adaptation de Ferdinand Bruckner : un chevalier templier
- 1943 : Pack Up Your Troubles d'Alfred D. Geto : Caporal Morelski
- 1943-1944 : Winged Victory de (et mise en scène par) Moss Hart : Milhauser
- 1944 : Yellow Jack de Sidney Howard et Paul De Kruif, mise en scène de Martin Ritt (+ reprise en 1947) : Jesse W. Lazear
- 1945 : Skydrift d'Harry Kleiner : Sergent Robert A. Kane
- 1948 : Les Revenants (Ghosts) d'Henrik Ibsen, adaptation d'Eva Le Gallienne : Oswald Alwing
- 1950 : Jules César (Julius Caesar) de William Shakespeare : Marc Antoine
- 1950 : The Tower Beyond Tragedy de Robinson Jeffers : Oreste
- 1958 : Le Cabotin (The Entertainer) de John Osborne, mise en scène de Tony Richardson : Archie Rich (en doublure de Laurence Olivier)
- 1960 : One More River de Beverly Cross, costumes d'Anna Hill Johnstone : Sewell
- 1961 : Rhinocéros (Rhinoceros) d'Eugène Ionesco, adaptation de Derek Prouse, mise en scène de Joseph Anthony : Berrenger (en remplacement)
- 1961 : A Far Country d'Henry Denker (metteur en scène)
- 1968 : The Exercise de Lewis John Carlino, décors d'Oliver Smith (metteur en scène)
- 1971 : La Danse de mort (Dance of Death) d'August Strindberg, adaptation de Paul Avila Mayer (metteur en scène)

## Filmographie partielle

### Cinéma
- 1944 : La Victoire des ailes (Winged Victory) de George Cukor : Milhauser
- 1947 : La Brigade du suicide (T-Men) d'Anthony Mann : Tony Genaro
- 1959 : Du sang en première page (The Story on Page One) de Clifford Odets : Lieutenant Mike Morris
- 1963 : Les Téméraires (en) (The Raiders) de Herschel Daugherty : Capitaine Benton
- 1964 : Hamlet de Bruce Minnix et Joseph Papp : rôle-titre
- 1964 : Le Mercenaire de minuit (Invitation to a Gunfighter) de Richard Wilson : Doc Barker
- 1967 : Hôtel Saint-Gregory (Hotel) de Richard Quine : Capitaine Yolles
- 1969 : Cent Dollars pour un shérif (True Grit) d'Henry Hathaway : Goudy
- 1973 : Le Cercle noir (The Stone Killer) de Michael Winner : Tony Champion
- 1974 : W de Richard Quine : l'investigateur
- 1975 : La Montagne ensorcelée (Escape to Witch Mountain) de John Hough : l'astrologue
- 1977 : Tracks d'Henry Jaglom : l'homme

### Télévision
Séries
- 1959-1966 : Gunsmoke ou Police des plaines (Gunsmoke ou Marshal Dillon)
  - Saison 4, épisode 19 Passive Resistance (1959) de Ted Post : Hank Voyles
  - Saison 11, épisode 16 Death Watch (1966) de Mark Rydell : George Flint
- 1960-1963 : Route 66 (titre original)
  - Saison 1, épisode 4 The Man on the Monkey Board (1960) : Palmer
  - Saison 4, épisode 6 And Make Thunder His Tribute (1963) : Joe Sky
- 1961 : Les Incorruptibles (The Untouchables)
  - Saison 2, épisode 16 Gingembre de la Jamaïque (The Jamaica Ginger Story) : Jerry LaCava
- 1961-1964 : Les Accusés (The Defenders)
  - Saison 1, épisode 11 The Treadmill (1961) : Dr Stanley Arnold
  - Saison 4, épisode 7 Turning Point (1964) de Paul Bogart : Charley Baronne
- 1962 : Le Jeune Docteur Kildare (Dr Kildare)
  - Saison 1, épisode 19 The Glory Hunter de Lamont Johnson : Dr Tony Stewart
- 1962 : C'est arrivé à Sunrise (Bus Stop)
  - Saison unique, épisode 26 I Kiss Your Shadow de John Newland : Doug Gibson
- 1963 : Le Plus Grand Chapiteau du monde (The Greatest Show on Earth)
  - Saison unique, épisode 1 Lion on Fire de Paul Wendkos : Comte von Scherling
- 1963 : Au-delà du réel (The Outer Limits)
  - Saison 1, épisode 12 La Frontière (The Borderland) de Leslie Stevens : Edgar Price
- 1964 : La Grande Caravane (Wagon Train)
  - Saison 7, épisode 21 The Andrew Elliott Story d'Herschel Daugherty : Major Ogden
- 1965 : Suspicion (The Alfred Hitchcock Hour)
  - Saison 3, épisode 21 The Photographer and the Undertaker : l'avocat Arthur Randolph
- 1965-1967 : Les Mystères de l'Ouest (The Wild Wild West)
  - Saison 1, épisode 13 La Nuit du musée maudit (The Night of the Torture Chamber, 1965) d'Alan Crosland Jr. : Professeur Horatio Bolt
  - Saison 2, épisode 22 La Nuit de la marée maudite (The Night of the Deadly Bubble, 1967) : Capitaine Horatio Philo
- 1965-1967 : Des agents très spéciaux (The Man from U.N.C.L.E.)
  - Saison 1, épisode 22 The See-Paris-And-Die Affair (1965) d'Alf Kjellin : Corio
  - Saison 4, épisode 14 Le Défaut de la cuirasse (The Deep Six Affair, 1967) : Commandant Krohler
- 1966 : Star Trek
  - Saison 1, épisode 1 Ils étaient des millions (The Man Trap) de Marc Daniels : Professeur Robert Crater
- 1966 : Le Virginien (The Virginian)
  - Saison 5, épisode 5 Jacob Was a Plain Man de Don McDougall : Ketch
- 1966-1967 : Voyage au fond des mers (Voyage to the Bottom of the Sea)
  - Saison 2, épisode 17 Le Vaisseau fantôme (The Phantom Strikes, 1966) et épisode 26 Le Retour du fantôme (The Return of the Phantom, 1966) : Krueger
  - Saison 3, épisode 17 Créature de feu (The Heat Monster, 1967) de Gerald Mayer : Dr Bergstrom
- 1966-1973 : Sur la piste du crime (The F.B.I.)
  - Saison 2, épisode 9 Vendetta (1966) de Paul Wendkos : Otto Mann
  - Saison 4, épisode 25 The Cober List (1969) de Jesse Hibbs : Emmett Stone
  - Saison 8, épisode 8 A Game of Chess (1972) de Philip Leacock : Kessler
  - Saison 9, épisode 7 Fatal Reunion (1973) : Urban
- 1967 : Laredo
  - Saison 2, épisode 15 The Seventh Day : Clay Morgan
- 1967 : Commando du désert (The Rat Patrol)
  - Saison 2, épisode 6 The Darkest Raid : Colonel Gerschon
- 1968 : Opération vol (It Takes a Thief)
  - Saison 1, épisode 2 Quand un voleur rencontre un autre voleur (It Takes One to Know One) de Leslie Stevens : Hunza Schroeder
- 1967-1968 : Les Envahisseurs (The Invaders)
  - Saison 1, épisode 5 Vikor (1967) de Paul Wendkos : M. Nexus
  - Saison 2, épisode 15 La Rançon (1967) de Lewis Allen et épisode 21 La Recherche de la paix (The Peacemaker, 1968) de Robert Day : le chef des envahisseurs
- 1968 : Brigade criminelle (Felony Squad)
  - Saison 3, épisode 9 The Fatal Hours : George Clement
- 1968-1971 : Mission impossible (Mission: Impossible), première série
  - Saison 3, épisode 8 Le Diplomate (The Diplomat, 1968) : Colonel Valentin Yetkoff
  - Saison 4, épisodes 3 et 4 B-230, 1re et 2e parties (The Controllers, Parts I & II, 1969) : Colonel Borodin
  - Saison 5, épisode 22 La Réception (The Party, 1971) : George Mishenko
- 1969 : L'Homme de fer (Ironside)
  - Saison 2, épisode 15 Où est la limite ? (Up, Down and Even) de Don Weis : Sergent John Darga
- 1969 : Mon ami Ben (Gentle Ben)
  - Saison 2, épisodes 14 et 15 Keeper of the Glades, Parts I & II de Lawrence Dobkin : l'homme du marais
- 1970 : Hawaï police d'État (Hawaii Five-0)
  - Saison 3, épisode 9 Témoin à charge (The Late John Louisiana) de Paul Stanley : Harry Quon
- 1970-1972 : Un shérif à New York (McCloud)
  - Saison 1, épisode 6 Our Man in Paris (1970) de Russ Mayberry : Mason
  - Saison 2, épisode 5 A Little Plot at Tranquil Valley (1972) de Jack Smight : Dudley
- 1971 : Les Règles du jeu (The Name of the Game)
  - Saison 3, épisode 17 The Man Who Killed a Ghost : Rolf LeBreque
- 1971 : Bonanza
  - Saison 12, épisode 27 Kingdom of Fear de Joseph Pevney : le juge
- 1972 : Search
  - Saison 1, épisode 1 La sonde (Probe) de Russ Mayberry : Cheyne
  - Saison 1, épisode 19 La déesse de la destruction (Goddess of Destruction) de Jerry Jameson : Docteur Sutra
- 1973 : Mannix
  - Saison 7, épisode 1 Prémonition (The Girl in the Polka Dot Dress) d'Alf Kjellin : Emory Davis
- 1973 : Barnaby Jones
  - Saison 2, épisode 8 The Deadly Prize : Lyle Grainger
- 1973 : Kojak, première série
  - Saison 1, épisode 7 Le Corrupteur (The Corrupter) de Paul Stanley : Emile
- 1974 : L'Homme qui valait trois milliards (The Six Million Dollar Man)
  - Saison 2, épisode 3 Erreur de pilotage (Pilot Error) de Jerry Jameson : Joe Lannon
- 1974-1975 : Cannon
  - Saison 4, épisode 10 L'Homme qui ne pouvait oublier (The Man Who Couldn't Forget, 1974) de George McCowan : Eduard Stanoia
  - Saison 5, épisode 5 La Victime (The Victim, 1975) de Lawrence Dobkin : Leonard
- 1975 : Switch
  - Saison 1, épisode 11 Qui est l'autre David Ross ? (Death by Resurrection) d'Alf Kjellin : Nathan Monk
- 1976 : Ellery Queen, à plume et à sang (Ellery Queen)
  - Saison unique, épisode 18 Le Portrait mystérieux (The Adventure of the Two-Faced Woman) de Jack Arnold : Inspecteur Claude Gravette
- 1976 : Les Rues de San Francisco (The Streets of San Francisco)
  - Saison 4, épisode 21 La Vedette (Superstar) de Virgil W. Vogel : Anton Pravek
- 1977 : Drôles de dames (Charlie's Angels)
  - Saison 1, épisode 21 La Star (I Will Be Remembered) : Barkley
- 1979 : Quincy (Quincy, M.E.)
  - Saison 5, épisode 11 Murder by S.O.P. de Paul Krasny : Greg Frost
- 1979 : Buck Rogers (Buck Rogers in the 25th Century)
  - Saison 1, épisode 13 Un amour de princesse (Escape from Wedded Bliss) de David Moessinger : Garedon

Téléfilms
- 1969 : D.A.: Murder One de Boris Sagal : Dr Donald Stuart
- 1972 : Probe de Russ Mayberry : Cheyne
- 1974 : Indict and Convict de Boris Sagal : Dr Frank Larsen
- 1975 : The Specialists de Richard Quine : Dr Al Marsdan
- 1980 : Bogie de Vincent Sherman : Mike Romanoff